# اوبرترون
اوبرترون (به آلمانی: Obertraun) یک منطقهٔ مسکونی در اتریش است که در ناحیه گموندن واقع شده‌است. اوبرترون ۷۴۵ نفر جمعیت دارد.